# Nafza
Nafza és el nom d'una tribu amaziga i del país que habiten a Tunísia. El gentilici és nafzi. Pertanyien al gran grup Butr.
Grups nafzis apareixen a l'edat mitjana entre Fes i Tunísia inclòs el Magreb central i el Rif. Un grup va arribar a la península Ibèrica i es va establir a la vall del Guadiana, més amunt de Mèrida on van tenir una fortalesa anomenada Hisn Umm Jàfar; un petit nombre es va establir als Països Catalans, a Xàtiva. Els nafzis foren partidaris de l'omeia Abd-ar-Rahman I, la mare del qual era una presonera de la tribu; abans d'arribar a l'Àndalus l'omeia va romandre un temps a Nakur al Rif, on també s'havia establert un grup nafzi.
El grup principal es va establir a Ifríqiya a l'est de la Krumíria. La ciutat de Nazfa o Nefza que agafa el nom de la tribu, està situada a 150 km a l'oest de Tunis.